# Reprezentacja Szwajcarii U-21 w piłce nożnej mężczyzn
Reprezentacja Szwajcarii U-21 w piłce nożnej mężczyzn – młodzieżowa reprezentacja Szwajcarii sterowana przez Szwajcarski Związek Piłki Nożnej. Jej największym sukcesem 2 miejsce na Mistrzostwach Europy 2011. Reprezentacja powstała w 1976 roku, kiedy to UEFA wprowadziła nowe zasady odnośnie do młodzieżowych reprezentacji piłkarskich – drużyny do lat 23 zostały zastąpione przez zespoły do lat 21.

## Występy w ME U-23
- 1972: Nie zakwalifikowała się
- 1974: Nie brała udziału w eliminacjach
- 1976: Nie brała udziału w eliminacjach

## Występy w ME U-21
- 1978: Nie zakwalifikowała się
- 1980: Nie zakwalifikowała się
- 1982: Nie zakwalifikowała się
- 1984: Nie zakwalifikowała się
- 1986: Nie zakwalifikowała się
- 1988: Nie zakwalifikowała się
- 1990: Nie zakwalifikowała się
- 1992: Nie zakwalifikowała się
- 1994: Nie zakwalifikowała się
- 1996: Nie zakwalifikowała się
- 1998: Nie zakwalifikowała się
- 2000: Nie zakwalifikowała się
- 2002: Półfinał
- 2004: Runda grupowa
- 2006: Nie zakwalifikowała się
- 2007: Nie zakwalifikowała się
- 2009: Nie zakwalifikowała się
- 2011: 2. miejsce
- 2013: Nie zakwalifikowała się
- 2015: Nie zakwalifikowała się
- 2017: Nie zakwalifikowała się
- 2019: Nie zakwalifikowała się
- 2021: Runda grupowa

## Trenerzy
- Jakob Kuhn (1998-2001)
- Bernard Challandes (2001-2007)
- Pierre-André Schürmann (2007-2009)
- Pierluigi Tami (2009-2015)
- Heinz Moser (2015-2018)
- Mauro Lustrinelli (od 2018)